# Andrei Bogdanov
Andréi Bogdánov (Unión Soviética, 8 de junio de 1958-1999) fue un nadador soviético especializado en pruebas de estilo libre, donde consiguió ser subcampeón olímpico en 1976 en los 4x100 metros estilo libre.

## Carrera deportiva
En los Juegos Olímpicos de Montreal 1976 ganó la medalla de plata en los 4x200 metros estilo libre, con un tiempo de 7:27.97 segundos, tras Estados Unidos (oro) y por delante de Reino Unido (bronce), siendo sus compañeros de equipo los nadadores: Vladimir Raskatov, Sergey Kopliakov y Andrey Krylov.